# Laboratoarele Bell
Laboratoarele Bell (în engleză Bell Laboratories) reprezintă o organizație de cercetare din Statele Unite, organizație care aparține companiei franceze Alcatel-Lucent, după ce anterior a aparținut AT&T. Sediul Laboratoarelor Bell este în localitatea Murray Hill, New Jersey, în SUA, dar organizația deține sedii de cercetare și dezvoltare în toată lumea.

## Descoperiri și realizări
La apogeu, Laboratoarele Bell constituiau principalul centru de felul său, și au dezvoltat o serie largă de tehnologii revoluționare, printre care se numără astronomia radio, tranzistorul, laserul, teoria informației, sistemul de operare UNIX, și limbajul de programare C. Șase Premii Nobel au fost acordate pentru lucrări efectuate în cadrul Laboratoarelor Bell:
- 1937 Clinton J. Davisson a primit o parte din Premiul Nobel pentru Fizică pentru demonstrarea naturii ondulatorii a materiei
- 1956 John Bardeen, Walter Brattain și William Shockley au primit Premiul Nobel pentru Fizică pentru inventarea tranzistorului
- 1977 Philip Anderson a primit o parte din Premiul Nobel pentru Fizică pentru dezvoltarea unei înțelegeri mai bune a structurii electronice a sticlei și materialelor magnetice
- 1978 Arno A. Penzias și Robert W. Wilson au primit Premiul Nobel pentru Fizică. Penzias și Wilson au fost premiați pentru descoperirea radiației cosmice de fond, o strălucire aproape uniformă care umple spațiul cosmic în zona de microunde a spectrului
- 1997 Steven Chu a primit o parte din Premiul Nobel pentru Fizică pentru dezvoltarea unor metode de a răci și capta atomii cu lumină laser
- 1998 Horst Stormer, Robert Laughlin, și Daniel Tsui au primit Premiul Nobel pentru Fizică pentru descoperirea și explicarea Efectului Hall cuantic fracționar